# Huawei Ascend D2
De Huawei Ascend D2 is een high-end-phablet van de Chinese fabrikant Huawei. Het toestel wordt geleverd met Android-versie 4.1. De phablet wordt als eerste op de Chinese markt uitgebracht met verdere uitrol naar de Verenigde Staten. De phablet is er in de kleuren helderwit en kristalblauw.
De Ascend D2 heeft een schermdiagonaal van 5 inch en behoort daarmee tot de phablets, een categorie tussen de smartphones en de tablets. Het grote touchscreen heeft een HD-resolutie van 1080p en een pixeldichtheid van 441 ppi. De Ascend D2 draait op een door Huaweis zelf ontworpen quadcore-processor van 1,5 GHz en beschikt over 2 GB RAM-geheugen. Aan de achterkant van de phablet bevindt zich een 13 megapixelcamera en aan de voorkant een camera van 1,3 megapixel om mee te kunnen videobellen.
De Huawei Ascend D2 heeft een accucapaciteit van 3000 mAh.